# Îles Turques
Cet article possède un paronyme, voir Îles Truk.
Ne doit pas être confondu avec Liste des îles de Turquie.
Les îles Turques, îles Turks, ou îles Turquoises sont l'un des deux archipels du territoire britannique d'outre-mer des îles Turques-et-Caïques avec les îles Caïques.
Elles sont séparées des îles Caïques par le Turks Island Passage, un chenal de 45 km de long et profond de plus de 2 000 mètres.

## Listes des îles Turks
Liste des principales îles Turks :
- Big Sand Cay
- Cotton Cay
- East Cay
- Gibbs Cay
- Grand Turk, la plus grande des îles
- Long Cay
- Pear Cay
- Penniston Cay
- Round Cay
- Salt Cay